# Eucelatoria procincta
Eucelatoria procincta là một loài ruồi trong họ Tachinidae.